# Раевский, Валерий Александрович
Валерий Александрович Раевский (17 февраля 1938, д. Княгинькино, Калининская область — 24 апреля 2014, Киров) 
Советский и российский музыкант, симфонический и оперный дирижёр, педагог. Главный дирижёр Вятского симфонического оркестра (1994-2014). 
Заслуженный артист Российской Федерации (2011).

## Биография
- В 1961 г. окончил дирижёрско-хоровое отделение Костромского музыкального училища.
- 1961 - 1965 гг.  — учёба в Московской консерватории имени П.И.Чайковского на дирижёрско-хоровом факультете в классе профессора С.С.Благообразова.
- 1965 - 1973 гг.  — учёба в Ленинградской консерватории имени Н.А.Римского-Корсакова на теоретическом и дирижёрско-симфоническом факультете в классе профессора И.А.Мусина.
- 1971 -1974 гг. — ассистент главного дирижёра симфонического оркестра Ярославской филармонии.
- С 1974 г.   — дирижёр Челябинского театра оперы и балета имени М.И.Глинки.
- 1975 - 1976 гг.  —  стажировка в Вене в Высшей школе музыки и исполнительских искусств под руководством профессора Карла Остеррайхера.
- 1979 - 1980 гг. — главный дирижёр Челябинского театра оперы и балета имени М.И.Глинки.

Наиболее заметными работами в этот период стали постановки опер «Хованщина» М.П.Мусоргского и «Пиковая дама» П.И.Чайковского в сотрудничестве с режиссёром Д.Н.Смоличем.
1980 - 1992 гг. — главный дирижёр симфонического оркестра Чечено-Ингушской филармонии.
В этот период с Грозненским симфоническим оркестром выступают музыканты с мировым именем: пианисты Михаил Воскресенский, Александр Слободяник, Виктор Полторацкий, Валерий Камышов, Станислав Почекин, Хоакин Сориано (Испания); скрипачи Эдуард Грач, Григорий Фейгин; виолончелисты Валентин Фейгин, Ваграм Сараджян. 
1992 - 1994 гг. — главный дирижёр Бурятского театра оперы и балета имени Г.Ц.Цыдынжапова.
За это время в  репертуаре театра были восстановлены оперы «Аида» Дж.Верди, «Князь Игорь» А.П.Бородина, «Евгений Онегин» П.И.Чайковского, осуществлены постановки опер «Паяцы» Р.Леонкавалло, «Алеко» С.В.Рахманинова и «Моцарт и Сальери» Н.А.Римского-Корсакова. 
В 1994 году становится художественным руководителем и главным дирижёром любительского симфонического оркестра Областного совета профсоюзов города Кирова. Благодаря усилиям Валерия Александровича оркестр значительно повысил свой исполнительский уровень и приобрёл статус профессионального. С 1998 года оркестр преобразован в муниципальное учреждение «Вятский симфонический оркестр», а в 2008 году коллектив получает статус симфонического оркестра Вятской областной филармонии.
В это же время В.А.Раевский создаёт сводный детский симфонический оркестр, который в 1998 году с большим успехом гастролирует в Берлине.
Незабываемым событием музыкальной жизни Вятки становится исполнение оркестром в апреле 1998 года «Реквиема» Дж.Верди совместно с Государственным академическим русским хором имени А.В.Свешникова под руководством И.И.Раевского при участии солистов московских оперных театров.
В 2002 - 2004 гг. В.А.Раевский организует фестиваль классической музыки «Русские в Европе», в котором принимают участие всемирно известные музыканты: 
пианисты Пётр Дмитриев, Наталья Гусь, Рэм Урасин, скрипачи Алексей Лундин и Граф Муржа, виолончелисты Борис Андрианов и Денис Шаповалов, кларнетист Игорь Фёдоров, арфистка Наталья Яхонт.
Под руководством В.А.Раевского были подготовлены и осуществлены концертные исполнения опер «Алеко» и «Франческа да Римини» С.В.Рахманинова, "Евгений Онегин" П.И.Чайковского, «Царская невеста» Н.А.Римского-Корсакова, «Кармен» Ж.Бизе, «Травиата» Дж.Верди, «Тоска» Дж.Пуччини, «Паяцы» Р.Леонкавалло, «Сорочинская ярмарка» М.П.Мусоргского.
Значимыми событиями культурной жизни города стали постановки балетных спектаклей «Щелкунчик» и «Спящая красавица» П.И.Чайковского в содружестве с «Театром классического балета» под руководством В.Н.Корепановой, исполнения произведений кантатно-ораториального жанра при участии хора Кировского областного колледжа музыкального искусства имени И.В.Казенина. 
Заслуженный артист России Валерий Александрович Раевский ушёл из жизни в апреле 2014 года, в сентябре 2014 года Вятскому симфоническому оркестру было присвоено его имя. 

## Награды и звания
- Заслуженный деятель искусств Чечено-Ингушской АССР (1982).
- Почётный знак "За заслуги перед городом Кировом" (2003).
- Имя В.А.Раевского внесено в энциклопедию "Лучшие люди России" (2006).
- Почётная грамота правительства Кировской области (2008).
- Премия "Вятский горожанин" (2008).
- Заслуженный артист Российской Федерации (2011).
- Почётный гражданин города Кирова (2014).